# Saint-Michel-Mont-Mercure
Pour les articles homonymes, voir Saint-Michel.
Saint-Michel-Mont-Mercure est une ancienne commune française située dans le département de la Vendée, en région Pays-de-la-Loire.
Au 1er janvier 2016, elle devient l'une des quatre communes déléguées de Sèvremont.

## Géographie
Le territoire municipal de Saint-Michel-Mont-Mercure s'étend sur 2 572 hectares. L'altitude moyenne de la commune est de 207 mètres, avec des niveaux fluctuant entre 119 et 290 mètres,.
Saint-Michel-Mont-Mercure est le point culminant de la Vendée et le site naturel le plus élevé à au moins 100 km à la ronde. L'altitude maximale est d'environ 290 mètres. En 1818, un fil à plomb est installé dans le clocher de l'église, servant de centre de tir de la méridienne de Bayeux et les mesures géodésiques. L'estimation de l'altitude est, à l'époque, « 287 m au-dessus des brisants ».
Le Petit Lay prend sa source à Sèvremont, sur le territoire de Saint-Michel-Mont-Mercure.

## Toponymie
Du XIVe siècle à 1820 environ, la commune s'est appelée Saint-Michel-Mont-Malchus. Durant la Révolution, elle porte le nom de Le Mont-Mercure.
En poitevin, la commune s'appelle Saint-Michâ. 

## Politique et administration

### Liste des maires
| Période                                  | Période                | Identité                                      | Étiquette                | Qualité |
| ---------------------------------------- | ---------------------- | --------------------------------------------- | ------------------------ | --- |
| 1881                                     | 1904                   | Gustave Majou de La Débutrie                  |                          | |
| 1904                                     | 1945                   | Jean de Tinguy du Pouët                       | Conservateur             | Conseiller d'État (1900) Député de la Vendée (1919-1942) Conseiller général du canton de Pouzauges (1930-1940) Président du conseil général de la Vendée (1936-1945) |
| 1945                                     | septembre 1981 (décès) | Lionel de Tinguy du Pouët Fils du précédent   | MRP puis CD puis UDF-CDS | Capitaine d’artillerie, prisonnier de guerre à l'Oflag VI-D (1939-1945) Ministre de la Marine marchande (1950) Secrétaire d'État aux Finances et aux Affaires économiques (1950) Sous-secrétaire d'État aux Finances et aux Affaires économiques (1949-1950) Sénateur de la Vendée (1977-1981) Député, élu dans la 1re circonscription de la Vendée (1962-1967) Député de la Vendée (1946-1958) Membre de l'Assemblée constituante (1946) Conseiller général du canton de Pouzauges (1970-1981) |
| septembre 1981                           | mars 1989              | Montfort de Tinguy du Pouët Fils du précédent | UDF-CDS                  | Conseiller général du canton de Pouzauges (1981-1994) |
| mars 1989                                | juin 1999 (démission)  | Marcel Sarrazin                               |                          | |
| juin 1999                                | 31 décembre 2015       | Bernard Martineau                             | DVD                      | Représentant de commerce retraité |
| Les données manquantes sont à compléter. |                        |                                               |                          | |

### Liste des maires délégués
| Période                                  | Période  | Identité           | Étiquette | Qualité                        |
| ---------------------------------------- | -------- | ------------------ | --------- | ------------------------------ |
| 4 janvier 2016                           | En cours | Bernard Martineau, | DVD       | Maire de Sèvremont (2016-2020) |
| Les données manquantes sont à compléter. |          |                    |           |                                |

## Démographie

### Évolution démographique
L'évolution du nombre d'habitants est connue à travers les recensements de la population effectués dans la commune depuis 1793. À partir du 1er janvier 2009, les populations légales des communes sont publiées annuellement dans le cadre d'un recensement qui repose désormais sur une collecte d'information annuelle, concernant successivement tous les territoires communaux au cours d'une période de cinq ans. 
Pour les communes de moins de 10 000 habitants, une enquête de recensement portant sur toute la population est réalisée tous les cinq ans, les populations légales des années intermédiaires étant quant à elles estimées par interpolation ou extrapolation. Pour la commune, le premier recensement exhaustif entrant dans le cadre du nouveau dispositif a été réalisé en 2006,.
En 2015, la commune comptait 1 976 habitants, en évolution de +1,65 % par rapport à 2008 (Vendée : +5,7 %, France hors Mayotte : +2,49 %).
| 1793  | 1800 | 1806 | 1821  | 1831  | 1836  | 1841  | 1846  | 1851  |
| ----- | ---- | ---- | ----- | ----- | ----- | ----- | ----- | ----- |
| 1 000 | 330  | 992  | 1 227 | 1 282 | 1 271 | 1 217 | 1 288 | 1 328 |

| 1856  | 1861  | 1866  | 1872  | 1876  | 1881  | 1886  | 1891  | 1896  |
| ----- | ----- | ----- | ----- | ----- | ----- | ----- | ----- | ----- |
| 1 332 | 1 422 | 1 457 | 1 544 | 1 488 | 1 566 | 1 632 | 1 646 | 1 666 |

| 1901  | 1906  | 1911  | 1921  | 1926  | 1931  | 1936  | 1946  | 1954  |
| ----- | ----- | ----- | ----- | ----- | ----- | ----- | ----- | ----- |
| 1 633 | 1 616 | 1 576 | 1 424 | 1 417 | 1 441 | 1 364 | 1 347 | 1 403 |

| 1962  | 1968  | 1975  | 1982  | 1990  | 1999  | 2006  | 2011  | 2013  |
| ----- | ----- | ----- | ----- | ----- | ----- | ----- | ----- | ----- |
| 1 356 | 1 447 | 1 460 | 1 673 | 1 798 | 1 729 | 1 875 | 1 986 | 2 024 |

### Pyramide des âges
La population de la commune est relativement jeune. Le taux de personnes d'un âge supérieur à 60 ans (16,7 %) est en effet inférieur au taux national (21,6 %) et au taux départemental (25,1 %).
Contrairement aux répartitions nationale et départementale, la population masculine de la commune est supérieure à la population féminine (52,8 % contre 48,4 % au niveau national et 49 % au niveau départemental).
La répartition de la population de la commune par tranches d'âge est, en 2007, la suivante :
- 52,8 % d'hommes (0 à 14 ans = 17,4 %, 15 à 29 ans = 26,2 %, 30 à 44 ans = 20,5 %, 45 à 59 ans = 21,3 %, plus de 60 ans = 14,6 %) ;
- 47,2 % de femmes (0 à 14 ans = 18,8 %, 15 à 29 ans = 20,2 %, 30 à 44 ans = 19,5 %, 45 à 59 ans = 22,5 %, plus de 60 ans = 19 %).

| Hommes | Classe d’âge | Femmes |
| ------ | ------------ | ------ |
| 0,3    | 90 ans ou +  | 0,7    |
| 5,0    | 75 à 89 ans  | 7,7    |
| 9,3    | 60 à 74 ans  | 10,6   |
| 21,3   | 45 à 59 ans  | 22,5   |
| 20,5   | 30 à 44 ans  | 19,5   |
| 26,2   | 15 à 29 ans  | 20,2   |
| 17,4   | 0 à 14 ans   | 18,8   |

| Hommes | Classe d’âge | Femmes |
| ------ | ------------ | ------ |
| 0,4    | 90 ans ou +  | 1,2    |
| 7,3    | 75 à 89 ans  | 10,6   |
| 14,9   | 60 à 74 ans  | 15,7   |
| 20,9   | 45 à 59 ans  | 20,2   |
| 20,4   | 30 à 44 ans  | 19,3   |
| 17,3   | 15 à 29 ans  | 15,5   |
| 18,9   | 0 à 14 ans   | 17,4   |

## Lieux et monuments
- Le château de la Bonnelière

### Presbytère

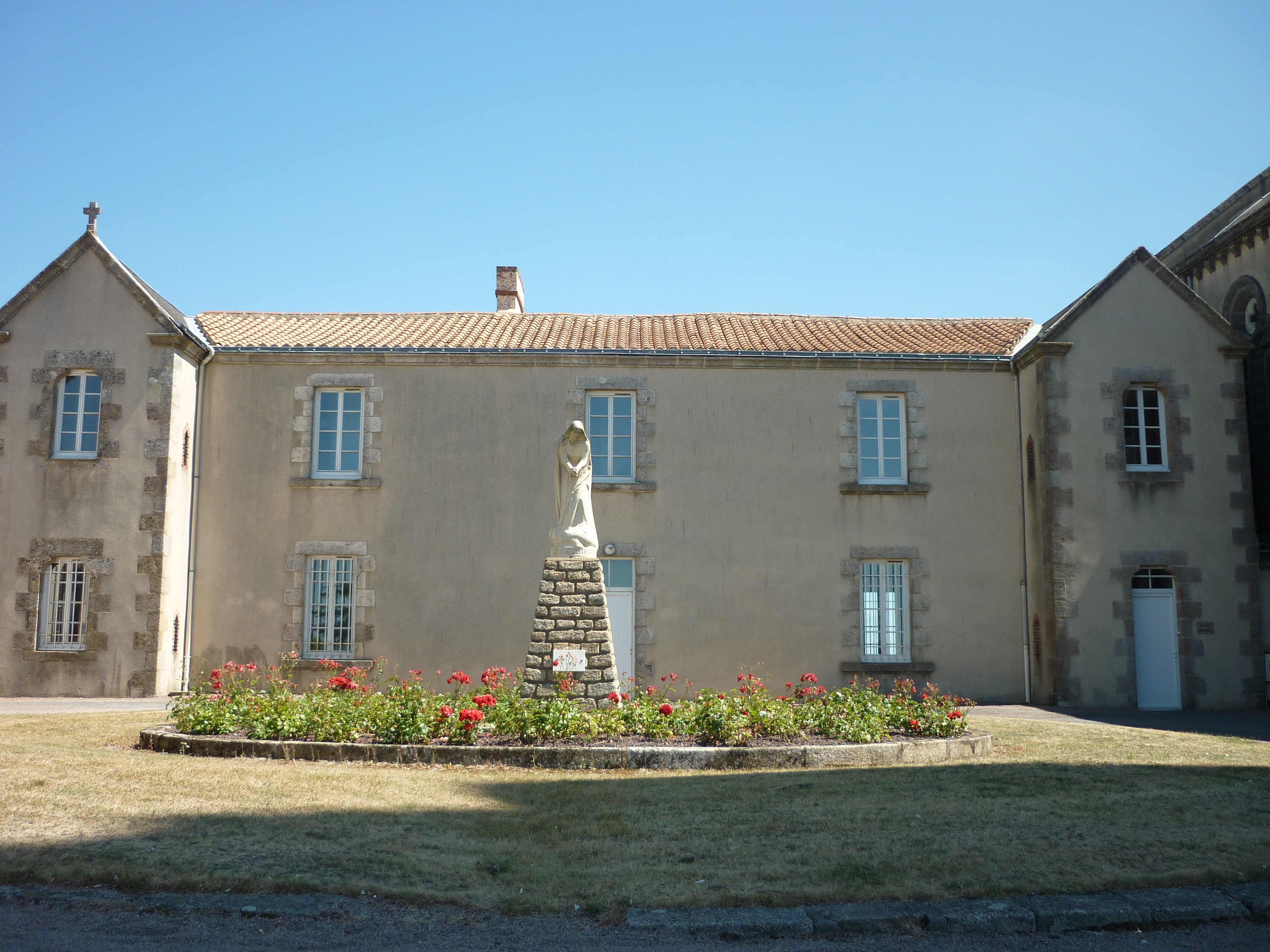
Le presbytère.

Le presbytère est contigu à l'église. Une statue de Notre-Dame-de-Fatima se dresse au centre de la cour.

### Église Saint-Michel
D'une hauteur de 52 m (statue comprise), de style néo-roman, l'église est bâtie en deux temps : le chœur et les trois premières travées à partir de 1877 (pour 43 000 francs de l'époque), puis le reste entre 1895 et 1897.
L'architecte reprend un plan assez semblable à celui de l'église de Chambretaud. Il a l'idée de rendre le clocher, surmonté de l'archange saint Michel, accessible aux visiteurs, par un escalier de 199 marches, très étroit.
L'église est restaurée de 1990 à 1994.
Le dessin et les coloris sont créés par Frédéric Naulin, maître-verrier aux Sables d'Olonne. Sa forme abstraite est dite « la clé des songes ». « On pourrait y voir, d'un côté, partie haute, l'Archange, bras levé pour la lutte. La progression du plus clair au plus sombre est un appel à l'intériorité pour l'accueil du Mystère. »
L'autel et l'ambon, réalisés par Paul Bouffandeau, alternent le chêne et le frêne.
Les vitraux du chœur présentent l'archange Michel, près d'une Annonciation, les Apôtres : Pierre (clés) et Paul (épée), en face, apparitions du Christ à Marguerite-Marie (Voici ce cœur...) et à Catherine de Sienne (échange des cœurs dans le cadre de son « mariage mystique avec le Christ »), en façade, au fond, Anne et Marie, « tambour » central : Saint Antoine ; baptême de Jésus.

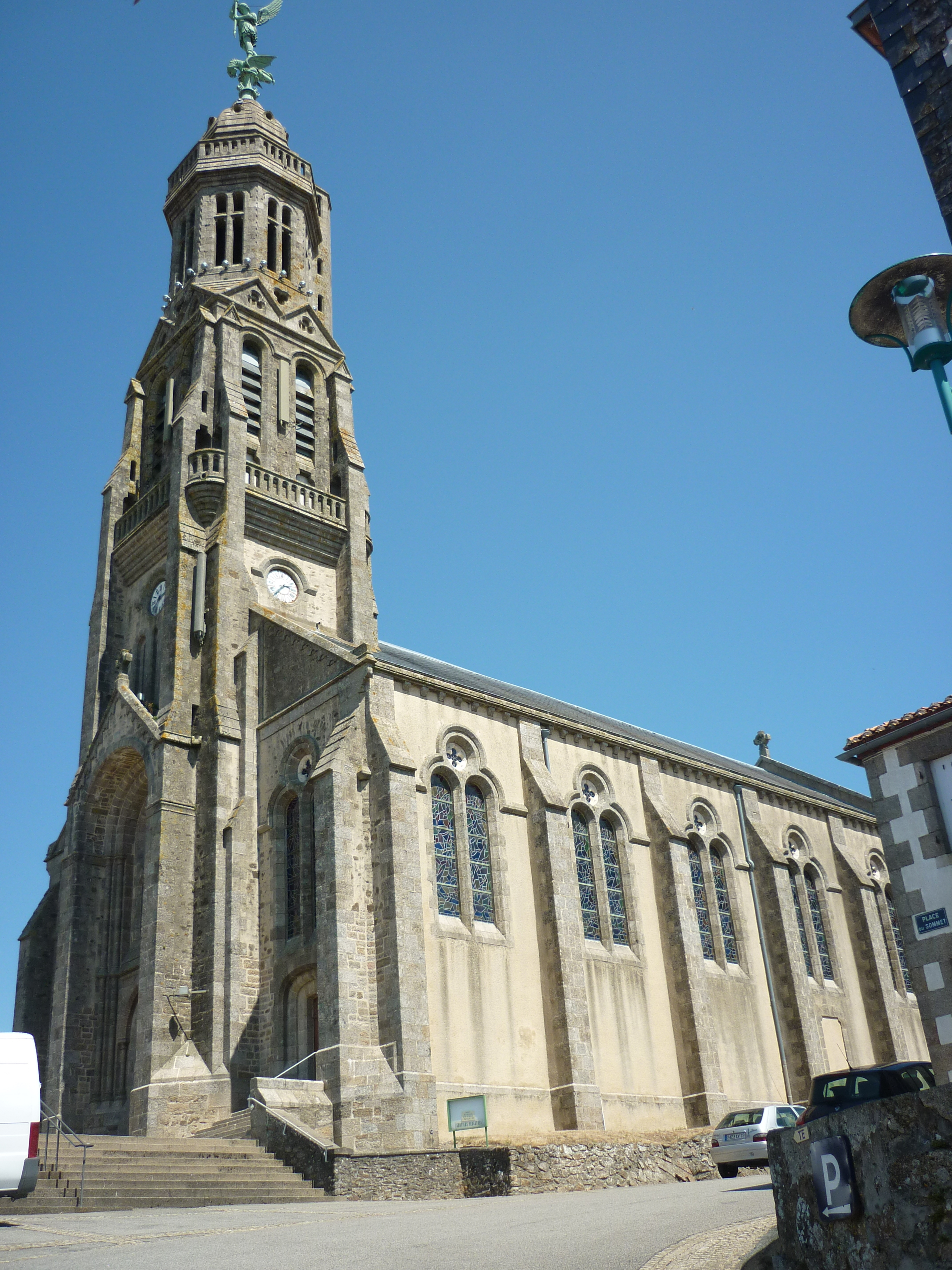
Vue d'ensemble.
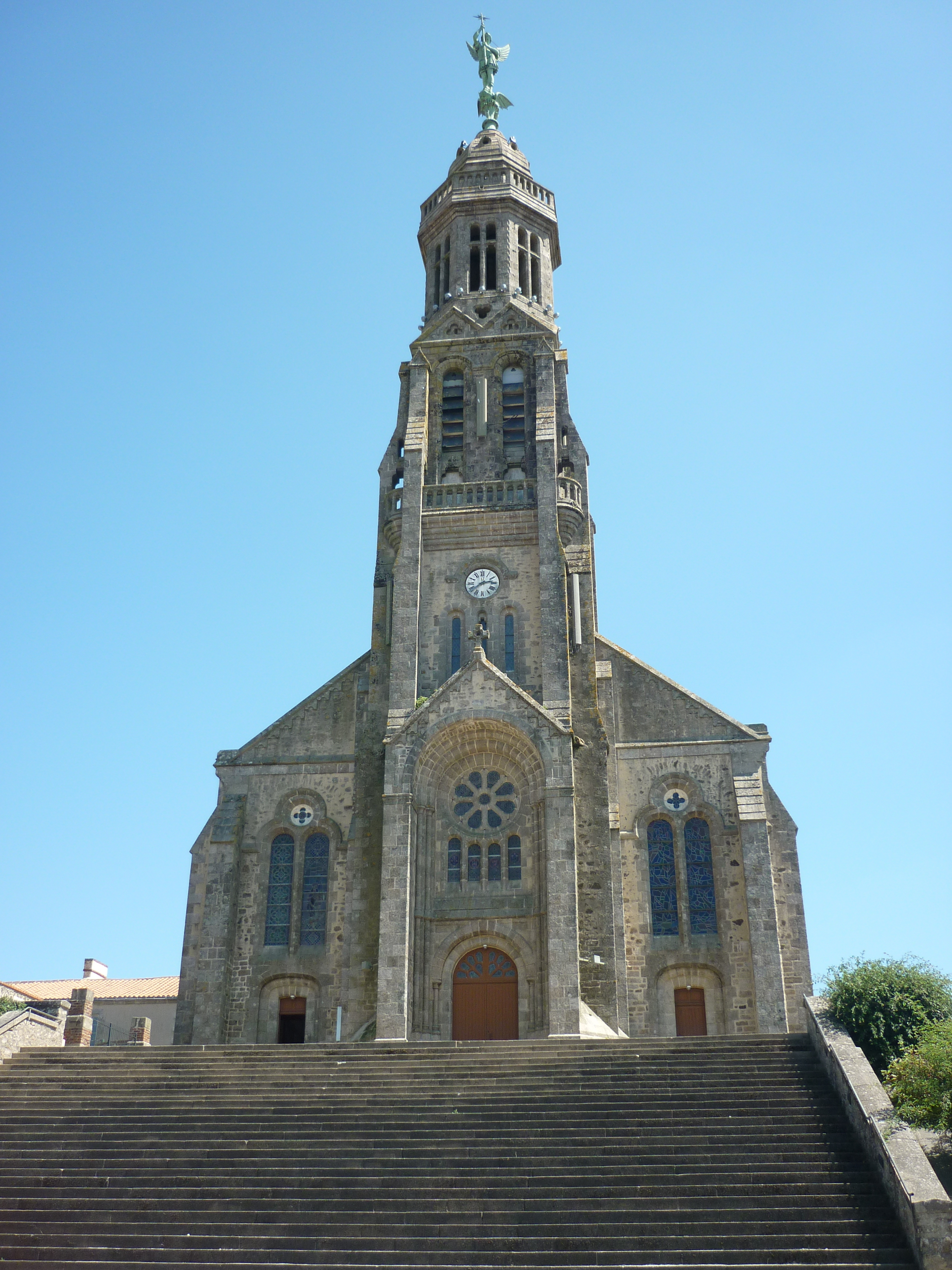
Vue de la façade.
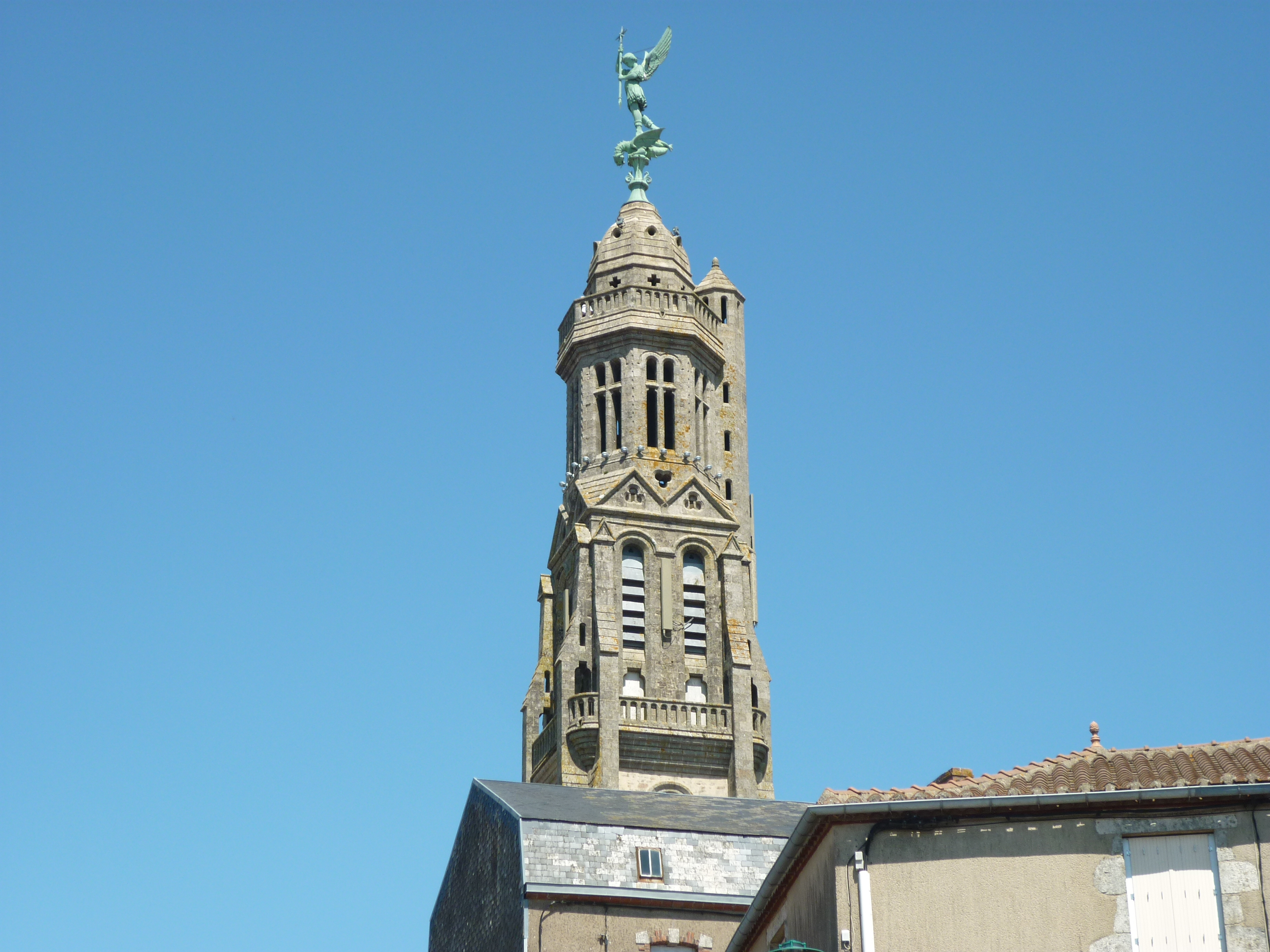
Le clocher.
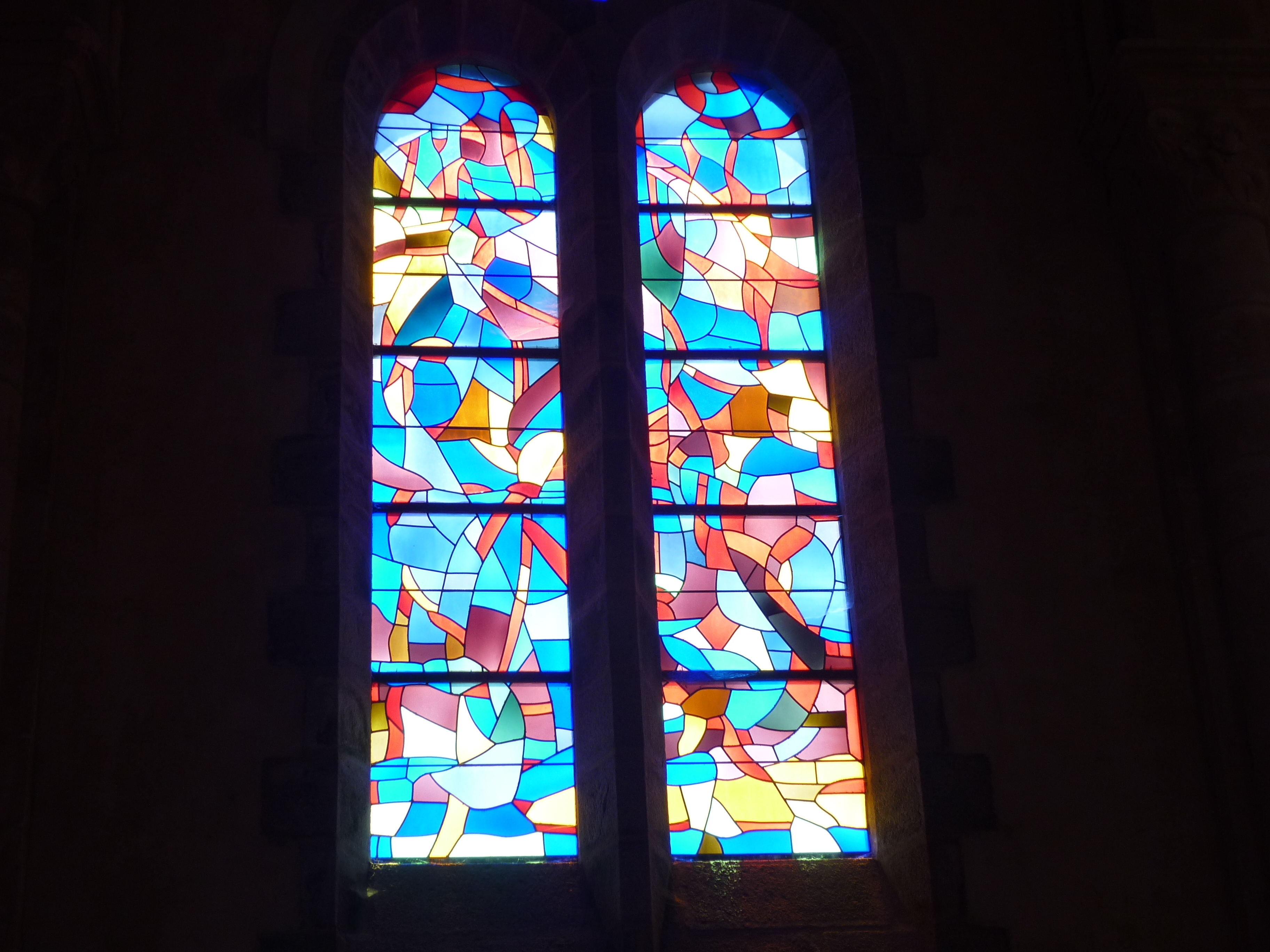
Vitrail.
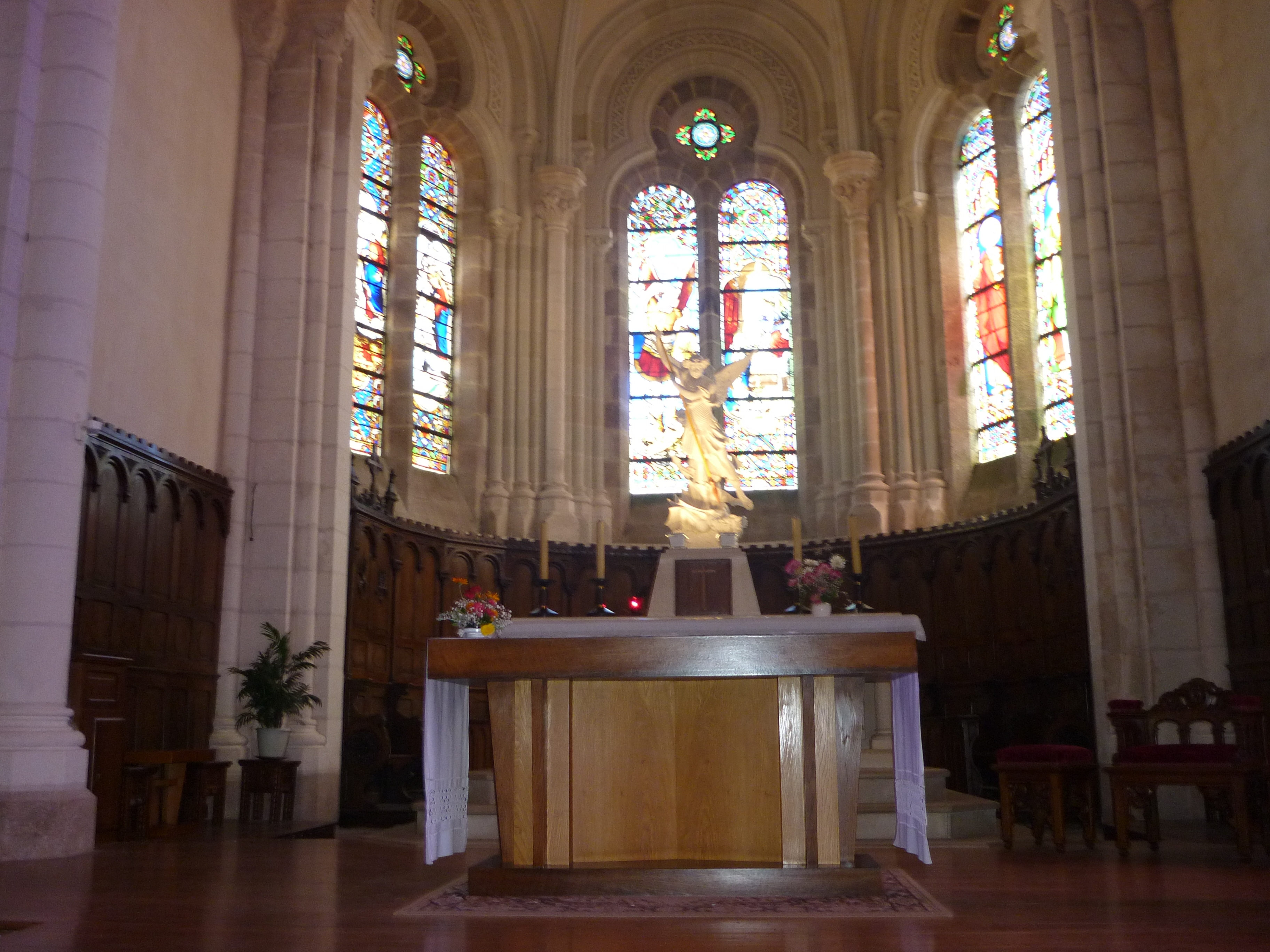
L'autel.
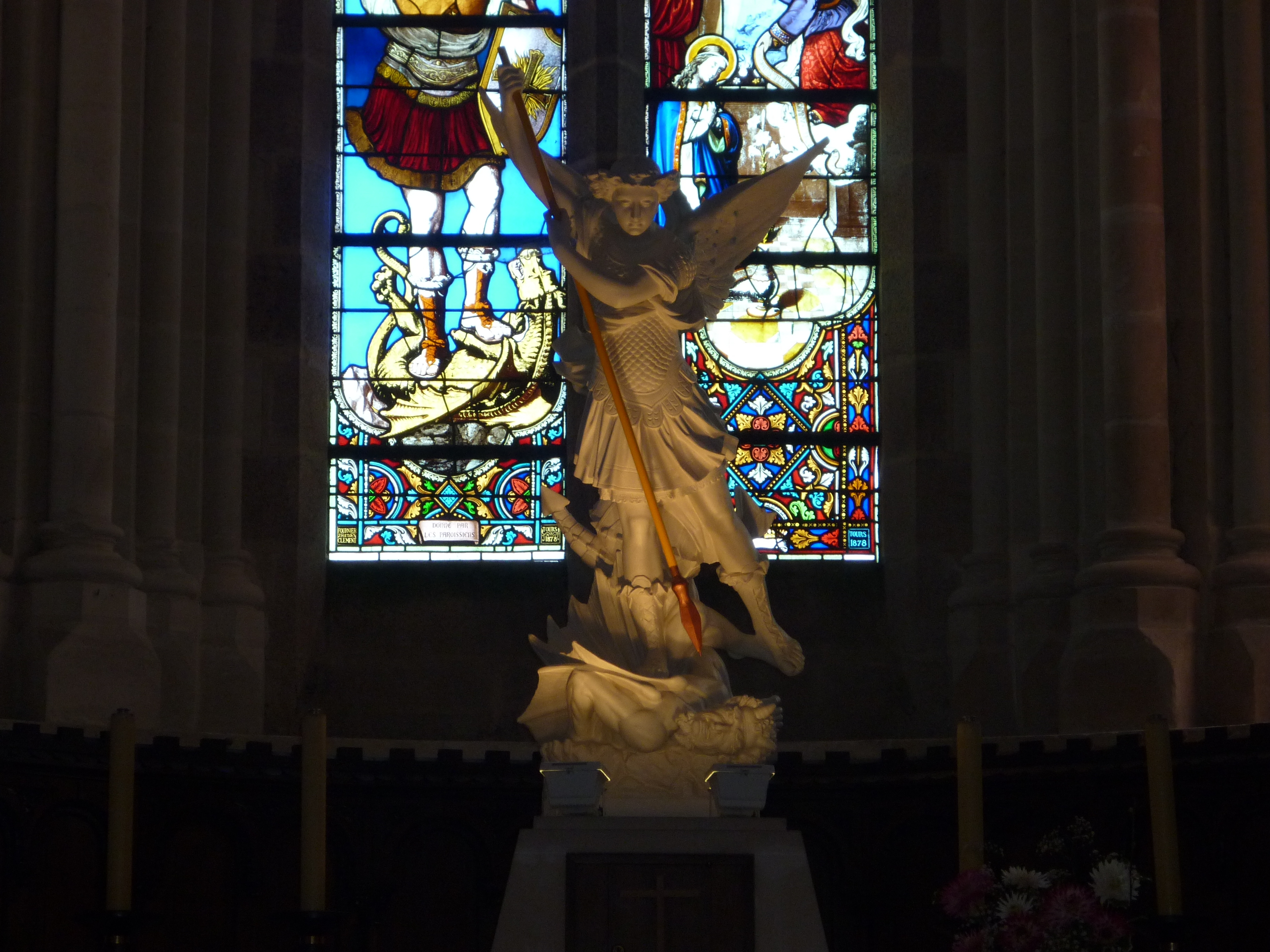
Statue de Saint Michel derrière l'autel.

### Statue de saint Michel
À la fin du XIXe siècle, une statue de l'archange Michel est sculptée par Paul-Émile Millefaut (1848-1907) avant de rejoindre la basilique Notre-Dame de Fourvière à Lyon où elle doit surplomber l'abside, après avoir été présentée à l'exposition universelle de 1889. Les commanditaires souhaitant récupérer la statue avant l'exposition, une réplique exacte est fabriquée et exposée à Paris, puis rachetée en 1897 par Saint-Michel-Mont-Mercure, au prix de 4 400 francs (contre 34 000 pour l'originale de Fourvière), et installée au sommet de son église, point culminant de la Vendée.
En 1907, la statue perd une aile, puis une seconde en 1932. Déstabilisée lors de la tempête du 3 février 1957, la statue est entièrement démontée puis descendue, pour restauration. Elle est remise en place le 15 août 1961, par hélicoptère, en présence d'une foule nombreuse, après avoir été exposée au public pendant quatre ans.
Le 16 novembre 2012, la statue est à nouveau descendue pour restauration, à l'aide d'une grue, après un démontage partiel : la queue et les ailes du dragon, la tête et une jambe de Saint-Michel ainsi que l'étoile qui termine sa lance. Elle est ensuite entièrement démontée, restaurée, dorée à l'or fin, puis remise en place le 29 septembre 2013, jour de la Saint-Michel, lors d'une grande fête célébrant aussi le 50e anniversaire de sa dernière descente,.
La restauration est effectuée par la société SOCRA, basée à Marsac-sur-l'Isle, en Dordogne. Une charpente en acier galvanisé est installée dans le clocher pour l'aider à supporter le poids de la statue. Les calculs de structure du clocher sont effectués par le bureau d'études Anova Structures, du Cellier.

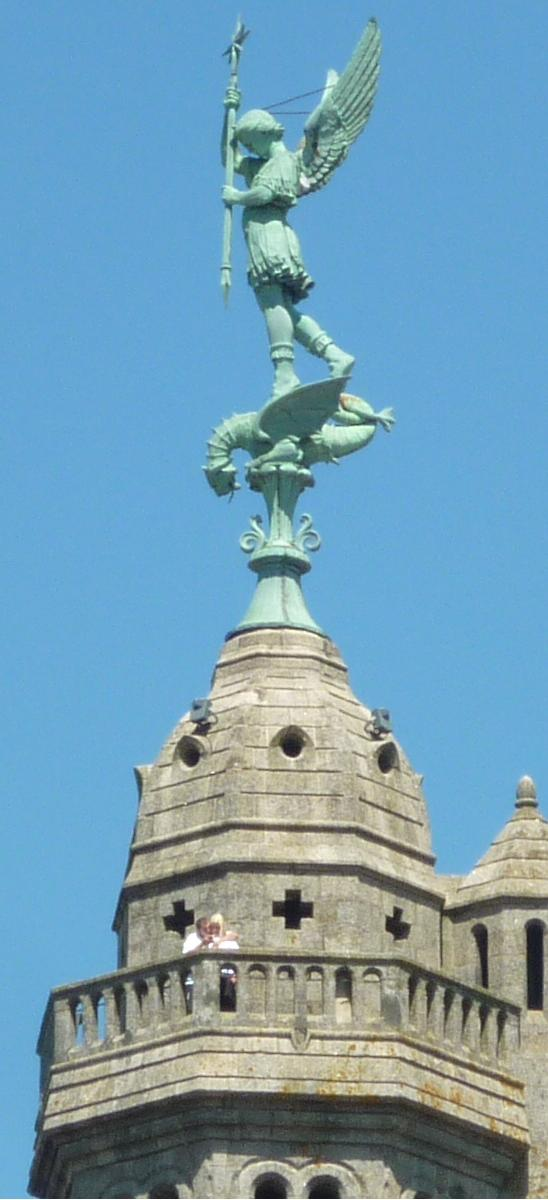
La statue de saint Michel.
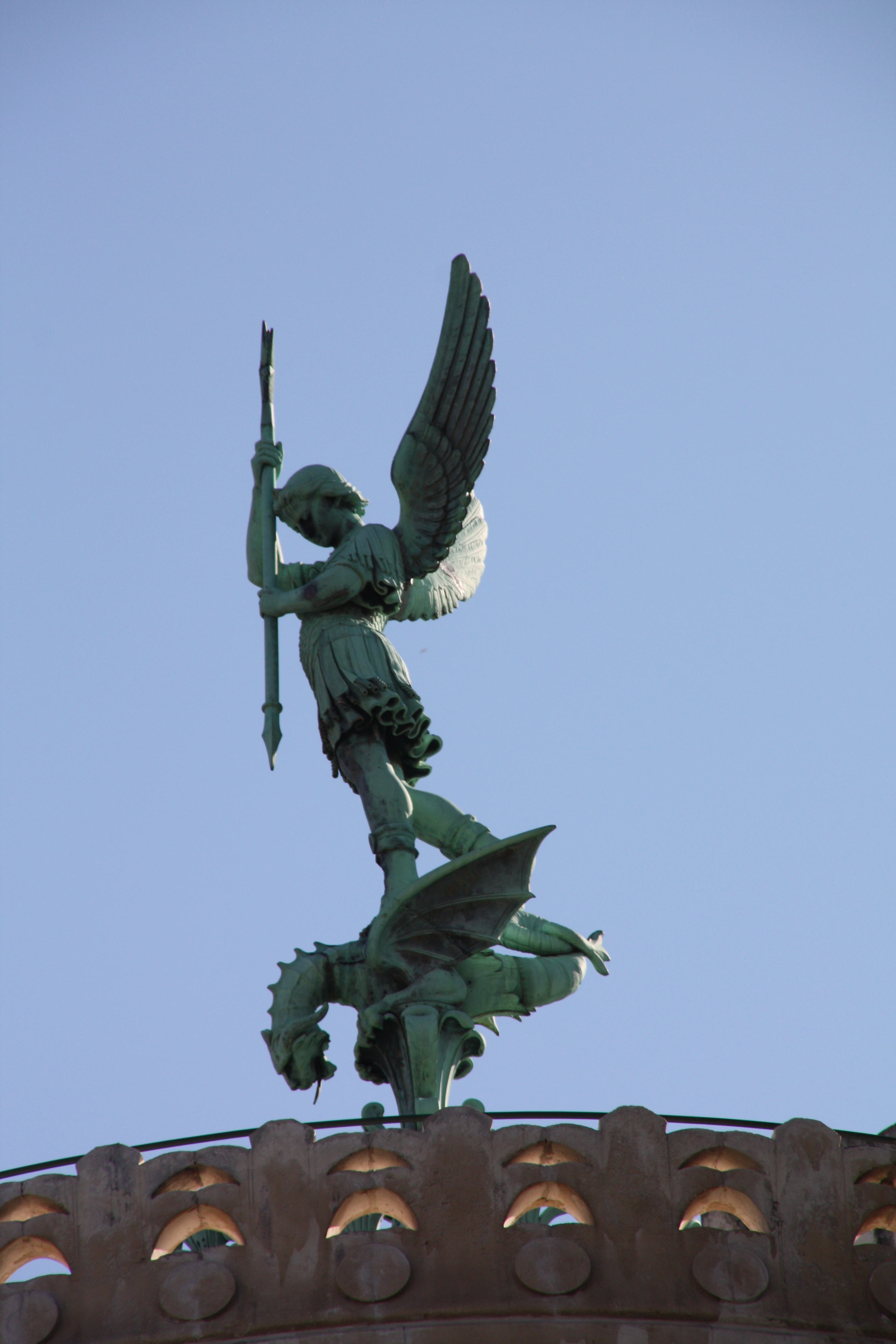
Celle de la basilique Notre-Dame de Fourvière.
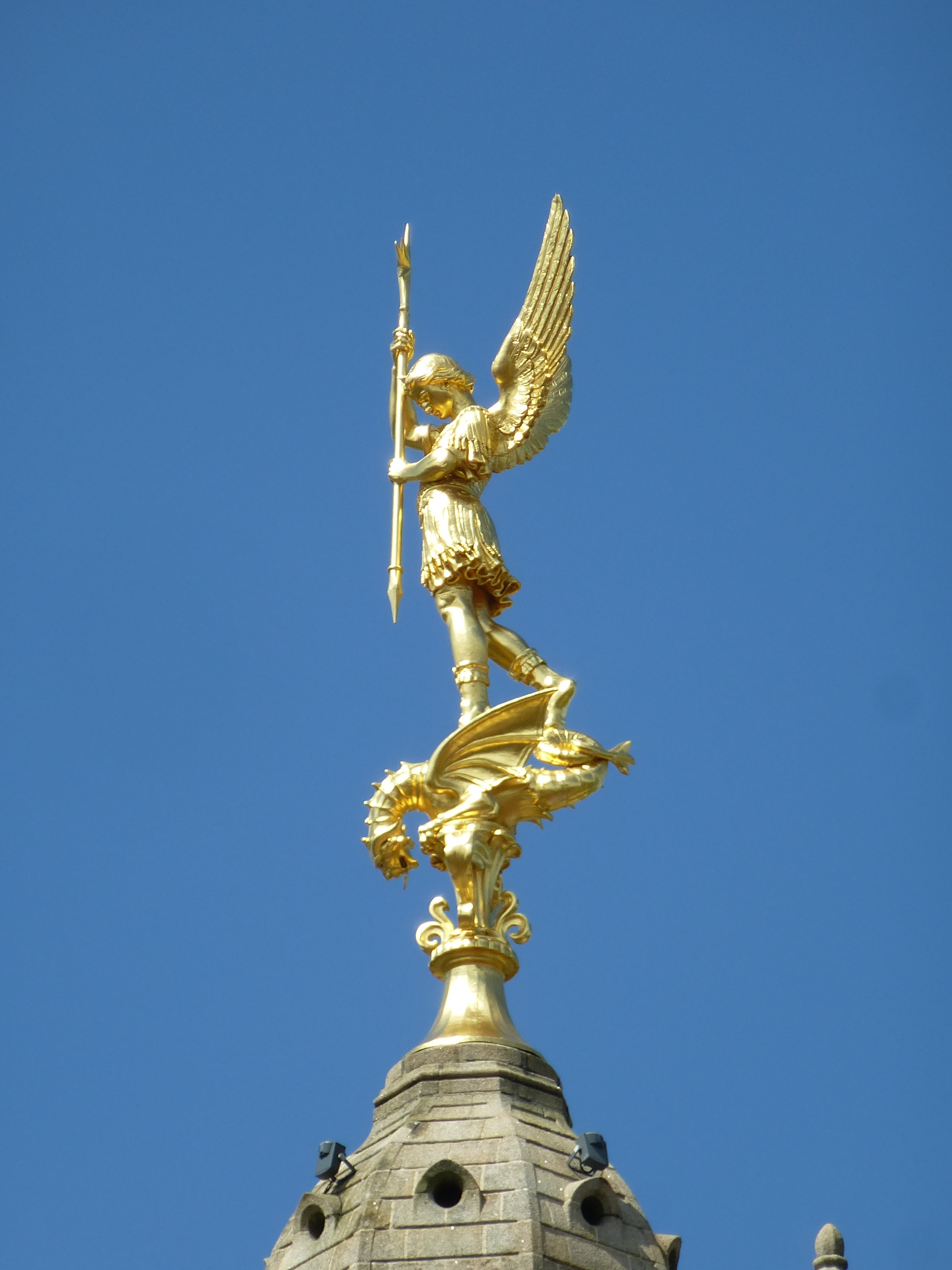
Statue actuelle.

|                                              | Mensurations |
| -------------------------------------------- | ------------ |
| Hauteur totale                               | 9,66 m       |
| Hauteur de l'Archange (de la tête aux pieds) | 4,40 m       |
| Longueur des ailes                           | 2,30 m       |
| Tour de taille                               | 2,02 m       |
| Tour de tête                                 | 1,52 m       |
| Poids                                        | 1 200 kg     |

### Souterrain refuge de la Louisière
Obstrué à ses deux extrémités ce souterrain refuge n'a pas été totalement étudié.

## Personnalités liées à la commune

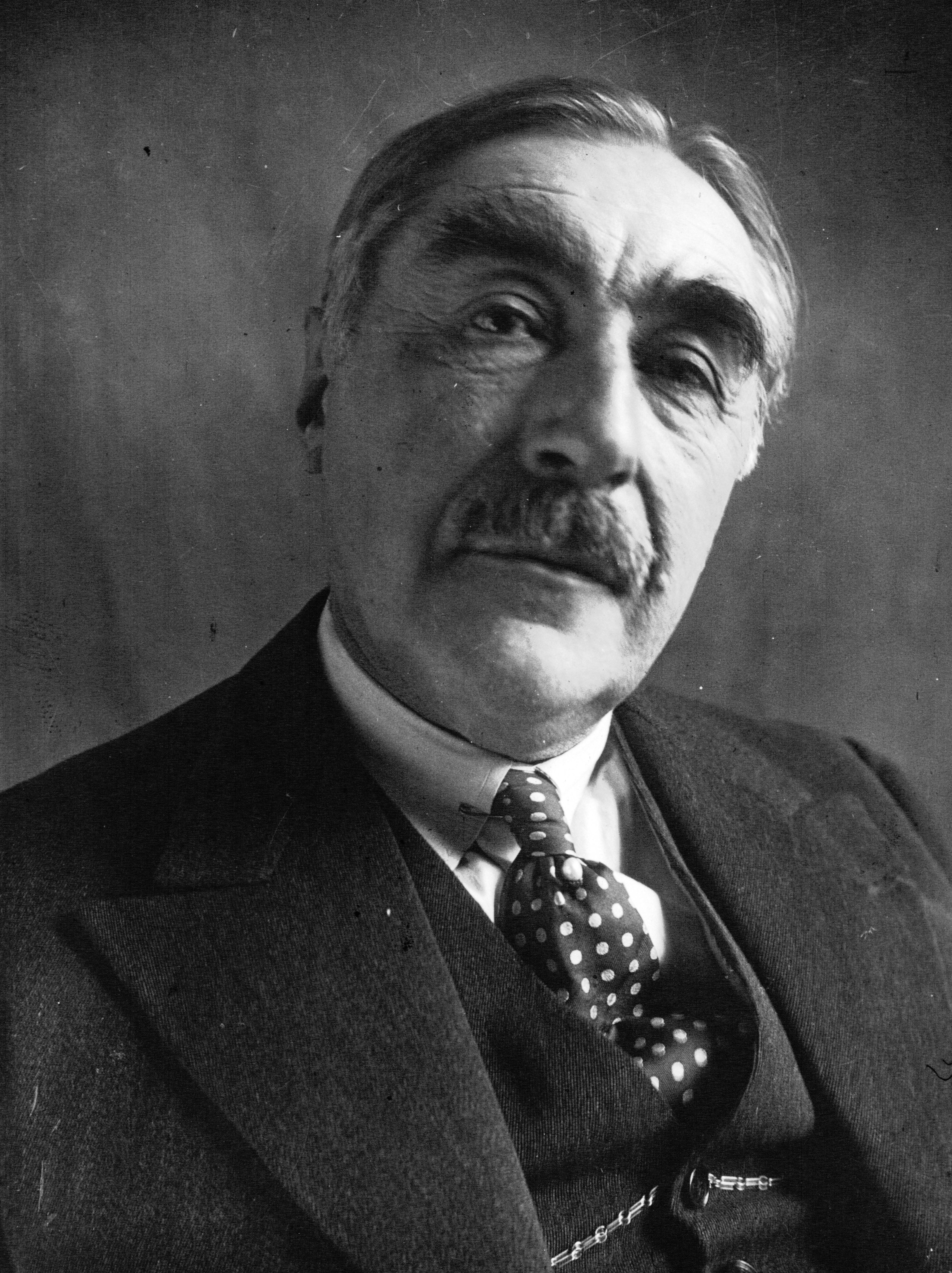
Jean de Tinguy du Pouët (1875-1951), maire de Saint-Michel-Mont-Mercure de 1904 à 1945.

- Lionel de Tinguy du Pouët (1911-1981), maire de Saint-Michel-Mont-Mercure, député, puis sénateur de la Vendée, sous-secrétaire d'État, puis secrétaire d'État aux Finances et aux Affaires économiques du gouvernement Georges Bidault d'octobre 1949 à juillet 1950, éphémère ministre de la Marine marchande du gouvernement Henri Queuille en juillet 1950, président de l'Association des maires de France.
- Antoine Rigaudeau (1971), capitaine de l'équipe de France de basket-ball, vice champion olympique en 2000, a son père natif de la Commune.
- Eugène Charier, alias Gèn Charé (1883-1960), né à Saint-Michel-Mont-Mercure, publie de nombreux textes en poitevin de la région de Saint-Michel-Mont-Mercure/Le Boupère dans les années 1930 et 1950 en particulier dans le Bulletin de la Société Olona. Il est notamment l'auteur de nombreuses adaptations de Fables de La Fontaine[18].

## Sports
Au football, Saint-Michel-Mont-Mercure est désormais en entente sportive avec les clubs voisins. Jusqu'en 2005, l'ESSM (Étoile sportive Saint-Michel) était le club local. Le club s'est alors appelé « Flochamont sur Sèvre Football » : entente des clubs de Saint-Michel-Mont-Mercure, La Flocellière, Les Châtelliers-Châteaumur et La Pommeraie-sur-Sèvre. Depuis la saison 2022-2023, le club s'appelle désormais le Sèvremont Football Club.

## Photos

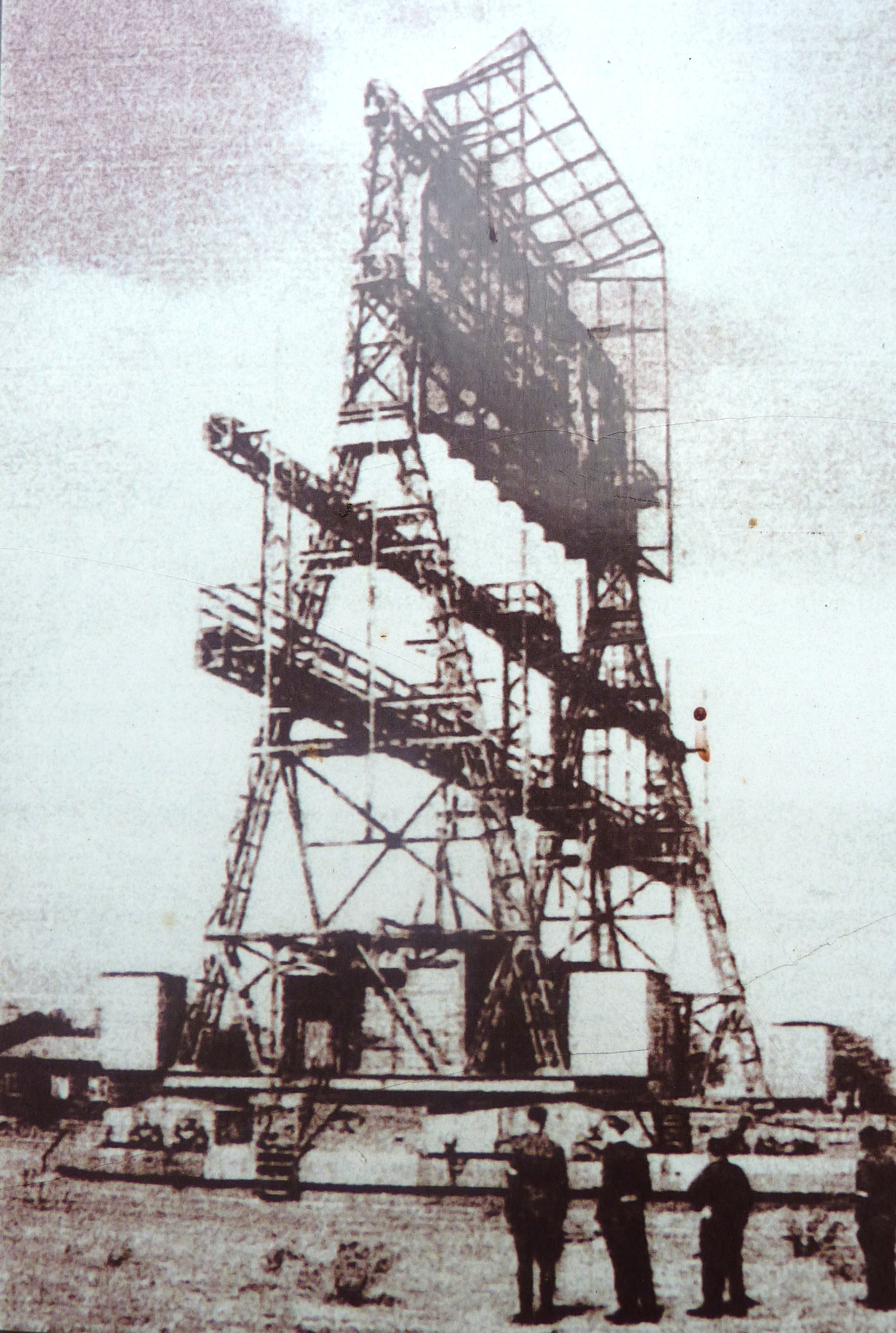
Système de radio-navigation allemand installé au sommet du mont des Justices, près de Saint-Michel-Mont-Mercure, lors de la Seconde Guerre mondiale.